# Tucumã
Tucumã is een gemeente in de Braziliaanse deelstaat Pará. De gemeente telt 37.308 inwoners (schatting 2015).

## Galerij

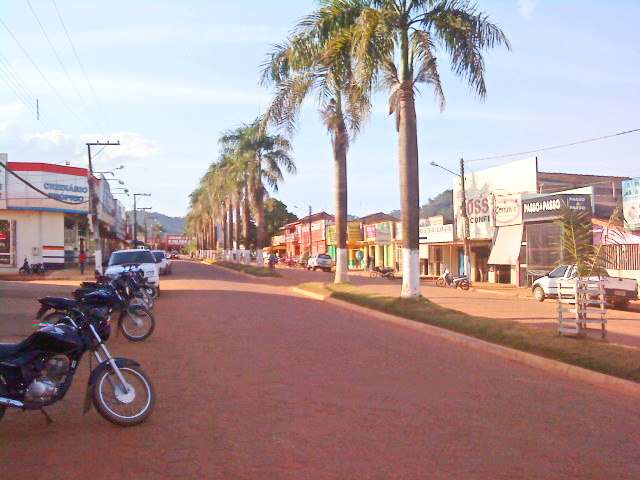
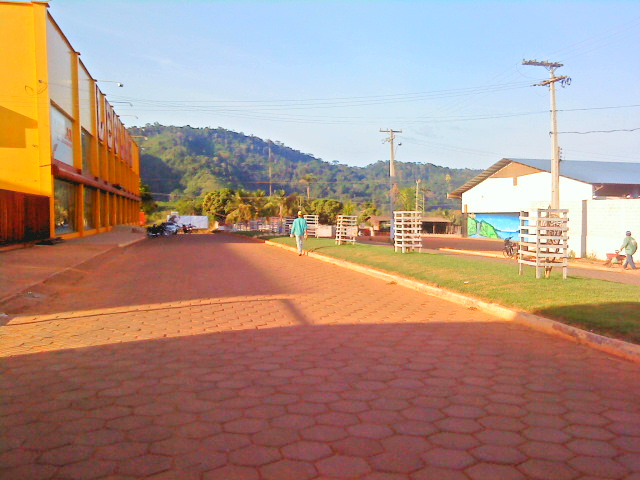
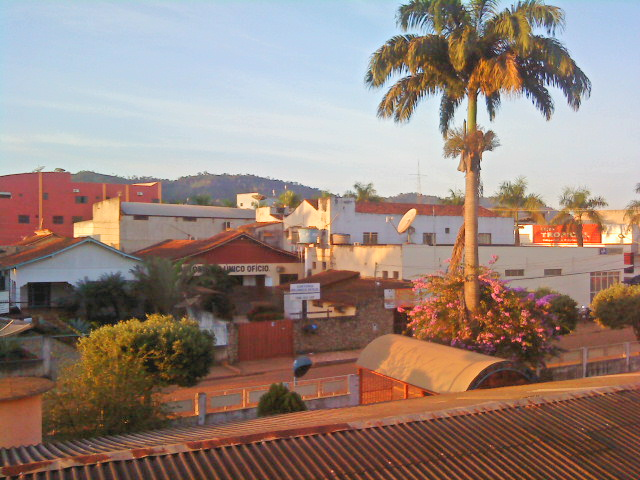